# Маја Сабљић
Маја Сабљић (Обреновац, 10. јануар 1960) српска је филмска и телевизијска глумица.

## Биографија
Каријеру је почела тако што је снимила филм о свом упису на Факултет драмских уметности ("Личне ствари" из 1979. године). Филм прати Мају Сабљић од тренутка када завршава гимназију до пријемног испита на Факултет драмских уметности у Београду. Након пријема у ужи круг кандидата она ипак не успева да те године упише глуму. У филму се, поред осталих, могу видети и Соња Савић, Зоран Цвијановић, Светислав Гонцић, Оливера Јежина.
Маја Сабљић познате улоге остварила је у филмовима "Грозница љубави" (1984), "Пази шта радиш" (1984), "Камионџије опет возе" (1984), "Друга Жикина династија" (1986), ТВ серији "Бољи живот" (1990), "Полицајац са Петловог брда" (1992, 1994), "Она воли Звезду" (2001), "Лавиринт" (2002).

## Улоге
| Год.       | Назив                                          | Улога                            |
| ---------- | ---------------------------------------------- | -------------------------------- |
| 1980-е     |                                                |                                  |
| 1982.      | Савамала                                       | Милка                            |
| 1982.      | 13. јул                                        | Бранкова сестра                  |
| 1982.      | Руски Уметнички експеримент (ТВ филм)          | Олга                             |
| 1984.      | Џогинг                                         |                                  |
| 1984.      | Грозница љубави                                | Бисера                           |
| 1984.      | Камионџије опет возе                           | Булетова жена                    |
| 1984.      | Пази шта радиш                                 | Јелена                           |
| 1984.      | Камионџије 2                                   | Јаретова снаја Надица            |
| 1984.      | Позориште у кући 5                             | Бранкица                         |
| 1985.      | Звезде на челу                                 |                                  |
| 1986.      | Мис                                            | Лана                             |
| 1986.      | Смешне и друге приче (ТВ серија)               | Софија, фризерка                 |
| 1986.      | Фрка (ТВ серија)                               |                                  |
| 1986.      | Друга жикина династија                         | службеница која воли топли оброк |
| 1988.      | Сулуде године                                  | медицинска сестра Ники           |
| 1988.      | Бољи живот                                     | Маја                             |
| 1988.      | Вук Караџић                                    | Мина Караџић                     |
| 1988.      | Смрт годишњег доба (ТВ филм)                   | Ана                              |
| 1988.      | Звездана прашина 2                             | водитељ                          |
| 1989.      | Епепељуга (ТВ)                                 |                                  |
| 1989.      | Полтрон                                        | секретарица Паулина              |
| 1989.      | Масмедиологија на Балкану                      | секретарица                      |
| 1990-е     |                                                |                                  |
| 1990.      | Балканска перестројка                          | секретарица                      |
| 1990.      | Плаурум                                        | Др. Петровић                     |
| 1990.      | Покојник                                       | Вукица, Спасојева ћерка          |
| 1990—1991. | Бољи живот 2                                   | медицинска сестра Маја           |
| 1990.      | Свето место                                    | Ленка                            |
| 1991.      | У име закона                                   | Лилица                           |
| 1991.      | Мала                                           | Славица                          |
| 1992.      | Полицајац са Петловог брда (филм)              | Ана                              |
| 1992.      | Јуриш на скупштину                             | Дејзи                            |
| 1992.      | Девојка с лампом (ТВ)                          | Милена Павловић-Барили           |
| 1992.      | Секула невино оптужен                          | Сузи                             |
| 1992.      | Први пут с оцем на јутрење                     | Милица                           |
| 1993.      | Полицајац са Петловог брда (ТВ серија из 1993) | Ана                              |
| 1994.      | Ни на небу, ни на земљи                        | Мануела                          |
| 1994.      | Биће боље                                      | Нада                             |
| 1994.      | Полицајац са Петловог брда (ТВ серија из 1994) | Ана                              |
| 1997.      | Лажа и Паралажа                                | Марија                           |
| 1998.      | Лајање на звезде                               | Милићевићка                      |
| 1998.      | Повратак лопова                                | Динка Зец                        |
| 2000-е     |                                                |                                  |
| 2001.      | Бумеранг                                       | Станислава                       |
| 2001.      | Она воли Звезду                                | Мирјанина мајка                  |
| 2002.      | Лавиринт                                       | Сузана Лојтес                    |
| 2002.      | Лавиринт (ТВ серија)                           | Сузана Лојтес                    |
| 2007.      | Балкански синдром                              | Елма                             |
| 2010-е     |                                                |                                  |
| 2019.      | Јунаци нашег доба                              | Зина                             |